# エーリヒ・プリーブケ
エーリヒ・プリーブケ（Erich Priebke、1913年7月29日 - 2013年10月11日）は、ナチス・ドイツの親衛隊 (SS)隊員。第二次世界大戦中にローマ市民の虐殺を行った。最終階級は親衛隊大尉（SS-Hauptsturmführer）。

## 略歴
ブランデンブルク州のヘニヒスドルフ出身。1933年に国民社会主義ドイツ労働者党（ナチス党）に入党。1935年までヨーロッパ各地のホテルで働いていた。1936年にドイツへ帰国。ゲシュタポにイタリア語通訳として勤務するようになった。1941年2月からイタリアのドイツ大使館で働く。イタリア警察との間の連絡将校となった。
1944年3月23日、イタリア人のパルチザンにドイツの親衛隊員や警察官33名が殺害され、アドルフ・ヒトラーはその報復を命じた。ローマのゲシュタポ長官ヘルベルト・カプラー親衛隊中佐は、急いで320名の銃殺リストを作成し、プリーブケに部隊を任せて銃殺を行わせた。この命令に基づきプリーブケはアルデアティーネ洞窟においてイタリア一般市民335人を殺害した。この中にユダヤ人が70名以上はいた（フォッセ・アルデアティーネの虐殺）。
ドイツの敗戦後、カプラーは逮捕されて終身刑判決が下ったが、プリーブケは捕虜収容所から脱走してアルゼンチンへ逃亡していった。以降50年近くも自由人としてアルゼンチンで暮らしていた。しかし1994年になってABCの報道を契機にアルゼンチン政府に逮捕され、1995年にイタリア政府に引き渡され裁判にかけられた。裁判ではあくまで命令に従っただけであると主張し、最後まで自責の念を示すことはなかった。1998年に終身刑となったが当時既に85歳と高齢であり、体調不良であったことから塀の中での拘禁はされず、弁護士を務めたパオロ・ジャキーニの自宅で刑期を過ごすことが許された。
2013年7月29日に100歳を迎えたが、同年10月11日に自宅で亡くなった。バチカンもローマも葬儀を受け入れず、逃亡先だったアルゼンチン政府も遺体受け入れを拒んだため、ローマ教皇庁との関係が拗れている聖ピオ十世会で15日に葬儀が行なわれたが、極右団体と反ナチ団体が衝突する騒ぎになった。